# 이석 (고려)
이석(李碩, 생몰년 미상)은 고려 전기의 문신을 공부상서(工部尙書)를 역임했다. 셋째아들로 고려 선종의 비 사숙왕후의 친정아버지이다. 문종비 인예왕후, 인경현비, 인절현비의 친정오빠이자 이자겸의 백부였다. 이자의와 이자겸은 그의 조카가 된다.

## 같이 보기
- 이자연
- 이자겸
- 이자의
- 이공수
- 김은부

## 가계
- 아버지 : 이자연
- 어머니 : 김인위(金因渭)의 딸 계림국대부인 경주 김씨(鷄林國大夫人 慶州 金氏)
  - 형 : 이정
  - 형 : 이적
  - 동생 : 이의
  - 동생 : 해덕왕사 (소현)
  - 동생 : 이호
  - 동생 : 이전
  - 동생 : 이안
  - 부인 : 강릉군부대부인 개성 왕씨 (강릉 김씨, 왕예의 손자, 왕총지의 딸)[1]
    - 이자지(李資智)
    - 선종 정비 사숙왕후(思肅王后)
    - 딸 인주 이씨 (광산 김씨, 김의원의 부인. 시부는 김양감)

1. ↑  “왕총지”.